# Bump n’ Grind
Bump n’ Grind ist ein Lied von R. Kelly aus dem Jahr 1993, das von ihm geschrieben und produziert wurde. Es erschien auf dem Album 12 Play.

## Geschichte
Vom Text her ist Bump n’ Grind als ein Liebeslied zu verstehen. Die Veröffentlichung war am 25. Januar 1994, in den Vereinigten Staaten wurde die R&B-Nummer ein Nummer-eins-Hit. 
Martin Johnson vom Chicago Reader schrieb: "Auf der zweiten Single des Albums, 'Bump n’ Grind', die alle außer Kelly überraschte, indem sie zu einem der größten R&B-Hits aller Zeiten wurde, singt er hauptsächlich über Lust; Seine Vorstellung von Subtilität ist gequälte Sehnsucht, und er wiegt seine erdige Melismata in weichen, wogenden Hintergründen. Es ist, als ob er versuchte, das gequälte Verlangen von Marvin Gayes 'Let's Get It On' mit der schwülen Coolness von Sades 'Nothing Can Come Between Us' zu verbinden." In seinem wöchentlichen Kommentar in den britischen Charts sagte James Masterton, dass es "ein eher langsamer Track ist, der aber sicherlich durch seine bevorstehende Ankunft an diesen Ufern für eine Reihe von Konzerten beflügelt wird, was den Aufstieg von Bobby Brown hier im Jahr 1989 widerspiegelt." Ralph Tee vom RM Dance Update der Music Week kommentierte: "Weniger sofort als 'Sex Me', aber jetzt ein fester Favorit des Albums, peppen R Kelly und Co. diese schlüpfrige Ballade mit zusätzlicher Bassdrum und Snare-Kick für einen hervorragenden langsamen Jam auf. Kelly gibt sich auch die Möglichkeit, sich stimmlich über den Song auszudehnen und zeigt eine beeindruckende Technik über den ansteckenden Hintergrundharmonien. In R&B-Kreisen bereits groß und von einem Album, das mit jedem Dreh besser klingt."
In seiner wöchentlichen RM-Tanzkolumne beschrieb James Hamilton es als "stöhnenden ‘I don’t see nothin’ wrong’ 65bpm Tanznummer". Das paneuropäische Magazin Music & Media schrieb: "Schalten Sie ein für Radio Erotica. Bei diesem US-Nummer-2-Hit verlangsamt Kelly seinen Swingbeat, um seine weiblichen Fans zu verärgern, was er auch tat, als er live auf Sendung in der Frühstücksshow von Kiss 100 FM / London war." Musikchef Lindsay Wesker erinnerte sich: "Der Typ ist absolut wunderbar und er macht definitiv kein Geheimnis aus seinem Sexleben. Die anderen Singles Sex Me und Your Body’s Callin’ machen sich hier ebenso gut." John Mulvey von NME bemerkte: "Mein Verstand sagt mir nein / Aber mein Körper sagt mir ja", behauptet R Kelly ziemlich leidenschaftlich, bevor er in eine sirupartige und falsche Rechtfertigung seines Lurrve verfällt."

## Musikvideo
Das dazugehörige Musikvideo zu "Bump n’ Grind" enthielt nicht das Intro des Liedes. Es wurde wie eine Live-Konzertaufführung gefilmt und von Kim Watson inszeniert.

## Kommerzieller Erfolg

### Chartplatzierungen
| ChartsChartplatzierungen       | Höchstplatzierung | Wochen |
| ------------------------------ | ----------------- | ------ |
| Vereinigte Staaten (Billboard) | 1 (25 Wo.)        | 25     |
| Vereinigtes Königreich (OCC)   | 8 (15 Wo.)        | 15     |

| ChartsJahrescharts (1994)      | Platzierung |
| ------------------------------ | ----------- |
| Vereinigte Staaten (Billboard) | 11          |

### Auszeichnungen für Musikverkäufe
| Land/Region                  | Auszeichnungen für Musikverkäufe (Land/Region, Auszeichnung, Verkäufe) | Verkäufe  |
| ---------------------------- | ---------------------------------------------------------------------- | --------- |
| Neuseeland (RMNZ)            | Gold                                                                   | 15.000    |
| Vereinigte Staaten (RIAA)    | Platin · + Gold (Mastertone)                                           | 1.500.000 |
| Vereinigtes Königreich (BPI) | Platin                                                                 | 600.000   |
| Insgesamt                    | 2× Gold · 2× Platin ·                                                  | 2.115.000 |

Hauptartikel: R. Kelly/Auszeichnungen für Musikverkäufe

## Coverversionen
- 1994: Brian McKnight (I’ll Take Her)
- 1998: Public Announcement (Body Bumpin’ (Yippie-Yi-Yo))
- 2004: Roni Size
- 2006: Juvenile (Rodeo)